# Lira veneciana
La lira  (plural  liras ) era la moneda de la República de Venecia hasta 1807. Fue subdividida en 20  soldí, cada uno en 12  denarís. El  ducado era igual a 124 soldi, mientras que el cequí  (también conocido como  zecchino) era igual a 7 liras. La lira italiana de Napoleón I sustituyó a la lira veneciana en 1807.

## Monedas venecianas
A finales del siglo XVIII un gran número de diferentes denominaciones de monedas circulaban en Venecia como monedas de 6 y 12 denarios. Denominaciones de plata que incluían soldis de 5, 10, 15 y 30, ⅛, ¼, ½ y 1 ducato y ⅛, ¼, ½ y 1 cequí y monedas de oro que incluían ducatos de ¼, ½ y 1, 1 doble y 4, 5, 6, 8, 9, 10, 12, 18, 20, 24, 25, 30, 40, 50, 55, 60, 100 y 105 cequí.